# Parti travailliste de la Dominique
Le Parti travailliste de la Dominique (en anglais : Dominica Labour Party, abrégé en DLP) est un parti politique de La Dominique membre consultatif de l'Internationale socialiste et membre de la COPPPAL.

## Historique
Le Dominica Labour Party (DLP) est formé en 1955 par Phyllis Shand Allfrey, une écrivaine socialiste appartenant à la minorité blanche de l'île et Emmanuel Loblack fondateur du premier syndicat de l'île, le Dominica Trade Union en 1945. En 1957, lors des élections générales, le DLP aurait remporté trois sièges sur huit mis au suffrage. En 1961, alors que Edward Oliver LeBlanc est devenu le Leader du parti, le DLP remporte sept sièges sur onze et LeBlanc devient Chief Minister de Dominique.
Quelques mois après, Phyllis Shand Allfrey est exclue du parti par Leblanc. En 1966, le DLP remporte dix sièges sur onze aux élections législatives, cependant le parti se divise entre les partisans de Edward Oliver LeBlanc et ses opposants menés par Wills Strathmore Stevens et Nicholson Ducreay. Leblanc quitte alors le DLP pour former son propre parti et remporte les élections de 1970, ne laissant qu'un siège au DLP sur 11. Les partisans de Leblanc reprennent ensuite le contrôle du DLP qu'il dirige jusqu'en 1974.
En 1974, Patrick John devient le nouveau leader du DLP et Premier of Dominica. Il rassemble le parti et gagne les élections de 1975. Cependant les penchants autoritaires de John amène une nouvelle division du DLP quand Oliver Seraphin opposé à John quitte le parti pour former le Dominica Democratic Labour Party en 1979. Après la déposition de John en 1979, le DLP entre dans une crise profonde, qui s'aggrave en 1980 avec la victoire du Parti de la liberté de la Dominique dirigé par Eugenia Charles. Michael Douglas forme alors le Parti travailliste dominiquais uni pour refonder un parti travailliste capable de diriger réellement le pays.
En 1984, le Parti se refonde sous la direction de Michael Douglas et Oliver Seraphin revenus au sein de leur parti d'origine et adopte une ligne réformiste et démocrate, loin des excès de l'ère John. Avec l'arrivée à sa tête de Rosie Douglas en 1988, le DLP redevient la première force d'opposition de Dominique avant de s'imposer comme le Premier parti lors des élections de 2000. Rosie Douglas devient Premier ministre de la Dominique avant que Pierre Charles puis Roosevelt Skerrit lui succède comme leader du DLP et Premier ministre de la Dominique. 

## Résultats électoraux
| Année | Votes  | Sièges  |
| ----- | ------ | ------- |
| 2000  | 15 362 | 10 / 21 |
| 2005  | 19 741 | 12 / 21 |
| 2009  | 22 262 | 18 / 21 |
| 2014  | 23 208 | 15 / 21 |
| 2019  | 23 643 | 18 / 21 |
| 2022  | 15 214 | 19 / 21 |